# Pei Songzhi
Pei Songzhi (chinesisch 裴松之; * 372 in Yancheng; † 451) war ein chinesischer Historiker. Er stammte aus der heutigen Provinz Shanxi. Später begab er sich an den Hof der Früheren Song-Dynastie, wo er die Chroniken der Drei Reiche von Chen Shou bearbeitete. Er gab sich Mühe, die geographischen Angaben des Werks genauer zu fassen, und korrigierte auch einige historische Tatsachen nach der Vorlage anderer Berichte aus jener Zeit. Darüber hinaus fügte er den Chroniken einen Kommentar bei. Seine Forschung machte das Werk zu einem in sich geschlossenen, einigermaßen verlässlichen Zeugnis der Zeit der Drei Reiche.
| Personendaten    | Personendaten           |
| ---------------- | ----------------------- |
| NAME             | Pei, Songzhi            |
| KURZBESCHREIBUNG | chinesischer Historiker |
| GEBURTSDATUM     | 372                     |
| GEBURTSORT       | Yancheng                |
| STERBEDATUM      | 451                     |